# Sudaca
La palabra sudaca es, según la definición del Diccionario de la lengua española de la Real Academia Española, una expresión despectiva y burlesca utilizada coloquialmente para referirse a los naturales de Hispanoamérica (países americanos donde el español es lengua oficial o mayoritaria, no limitándose solo a Sudamérica). Otras fuentes no normativas citan también la variante «sudoca», con significado similar.
Según recoge en su diccionario de jerga cheli Francisco Umbral, el vocablo tiene su origen en la deformación juvenil del término «sudamericano» en el habla de las clases populares durante la movida madrileña. Durante dicho movimiento cultural, ya se recoge su uso por parte de Carlos Segarra, el líder de la formación rockabilly Los Rebeldes, cuando a sus 16 años dijo textualmente que tocaba «al lado de magos, sudacas y travestis». En el diccionario se recogen también otras palabras coloquiales con los sufijos -aca y -ata, como masoca, sadoca, camata, bocata, tocata, etc. El término, al igual que otros definidos por Umbral como «argot generacional», pasó posteriormente al Diccionario de la Real Academia Española.

## Historia
A finales de los años 1970 y principios de los 80, llegaron muchos exiliados políticos a España procedentes de Argentina, Chile y Uruguay, los cuales contaban con gran solidaridad de la sociedad española de la Transición, por lo que solían programarse conferencias, conciertos y exposiciones, entre otros eventos. En el centro de Madrid había grupos de música andina que improvisaban en la vía pública con charangos, quenas, bombos y guitarras. Estos acontecimientos causaron que el folclore sudamericano se pusiera de moda y fuese conocido como la «movida sudaca», la cual vivió también su época dorada en contraposición a la madrileña, dando así comienzo al uso del término.

## Uso
En un contexto irónico, algunos sudamericanos pueden utilizar este término para referirse a sí mismos. Así, en 1988, un grupo de mujeres españolas y sudamericanas residentes en España, entre las que estaba, por ejemplo, la uruguaya Carmen Posadas, creó el colectivo Sudacas Reunidas, S.A. para luchar contra la discriminación de las mujeres sudamericanas en España. En el mismo sentido, pueden emplear la palabra «Sudaquia» o «Sudacalandia» para referirse a Sudamérica, a Hispanoamérica o a América Latina.
Otras expresiones peyorativas que se usan en España para referirse a los latinoamericanos son «panchito» (aplicado sólo a individuos de aspecto amerindio), «machupichu» (apodo de un personaje de la serie de televisión Aída interpretado por el actor Óscar Reyes, quien encarnaba una caricaturización del estereotipo del inmigrante sudamericano en España), «guachupino» y «payopony» (neologismo racista utilizado principalmente por gente de etnia gitana para referirse a latinoamericanos de rasgos amerindios compuesto por las voces «payo», palabra calé que equivale a «persona no gitana» y pony —adaptado al español con la grafía «poni»—, «caballo de poca alzada»).